# Ouainville
Ouainville település Franciaországban, Seine-Maritime megyében. Lakosainak száma 537 fő (2022. január 1.). Ouainville Bertreville, Canouville, Cany-Barville, Clasville, Criquetot-le-Mauconduit és Theuville-aux-Maillots községekkel határos.

## Népesség
A település népességének változása:
| Lakosok száma | 503  | 522  | 547  | 527  | 516  | 507  | 517  | 527  | 537  |
|               | 2013 | 2015 | 2016 | 2017 | 2018 | 2019 | 2020 | 2021 | 2022 |